# Leisen Antal
Leisen Antal (Budapest, 1947. június 17. – Barnag, 2023. október 26.) magyar színész.

## Életpályája

A Boszorkányház című filmben (2020)

A Kölcsey Ferenc Gimnáziumban végzett 1965-ben, majd 1967–1973 között a Pázmány Péter Hittudományi Egyetemre járt, s ott 1973-ban doktori képesítést szerzett („A kora középkori ír kelta egyház történelmi tényei” témában).
Az Egyetemi Színpadon játszott 1970–73 között, majd 1976–77 között a Déryné/Népszínházban, 1977–78-ban a szolnoki Szigligeti Színházban, 1978–81-ben a Mikroszkóp Színpadon, 1981–83-ban a Gyerekszínházban, 1984–85 között a Vígszínházban működött, ezt követően szabadúszó, majd 1989–92 között a Külügyminisztériumban, 1992–94 között pedig a Pázmány Péter Katolikus Egyetemen dolgozott. 1997–2014 között a Kreorg Kft.-t, 2001-től a Grid Bt.-t vezette.

## Filmszerepei
| Cím                                                      | Év              | Szerep                                              | Epizód |
| -------------------------------------------------------- | --------------- | --------------------------------------------------- | --- |
| Almási, avagy a másik gyilkos                            | 1989            | nyomozó                                             | |
| Az álommenedzser                                         | 1994            |                                                     | |
| Angyalbőrben                                             | 1990–1991       |                                                     | Bakafácán (1990), Borcsata (1990), Military Boutique (1990), Computer manőver (1991), Elveszett szakasz (1991), Frontszínház (1991)                              |
| Aranysárkány                                             | 1967            |                                                     | |
| Auf Achse                                                | 1980–1996       | Boris                                               | Glückssträhne (1986) |
| Borgiák                                                  | 2011–2013       | Cardinal 2 / Cardinal Grimani                       | The Banquet of Chestnuts (2013), The Face of Death (2013), The Purge (2013)                                                                                      |
| Bors                                                     | 1968–           |                                                     | Vesztegzár a határon (1968) |
| Boszorkányház                                            | 2018            | Jácint                                              | |
| Boszorkányszombat                                        | 1984            |                                                     | |
| Csajok Monte-Carlóban                                    | 2011            | Room Service at Hotel de Paris                      | |
| Az élet muzsikája                                        | 1984            |                                                     | |
| Az elvarázsolt dollár                                    | 1985            | Cövek                                               | |
| Ereszd el a szakállamat!                                 | 1975            |                                                     | |
| Eszterlánc                                               | 1985            |                                                     | |
| Ezek a fiatalok                                          | 1967            |                                                     | |
| Fényes szelek                                            | 1969            | gimnazista                                          | |
| Fiúk a térről                                            | 1968            | Rudi                                                | |
| Fogságom naplója (tv-film)                               | 1977            |                                                     | |
| Hazudós Jakab                                            | 1999            |                                                     | |
| A Hídember                                               | 2002            |                                                     | |
| Ideiglenes paradicsom                                    | 1981            |                                                     | |
| Illemberke                                               | 2008–           | Borsmenta                                           | Mindyvel a nagyvilágban (2008) |
| Ismeretlen ismerős                                       | 1989            |                                                     | |
| Ítélet előtt (rövid tévésorozat)                         | 1978–           |                                                     | Kezdők (1978) |
| A játékos                                                | 1997            | inas                                                | |
| Jóban Rosszban                                           | 2010, 2012–2014 | Püspök                                              | |
| A katedrális                                             | 2010–           | Townfolk #4                                         | Anarchy (2010), Battlefield (2010), Legacy (2010), Master Builder (2010), New Beginnings (2010), Redemption (2010), The Work of Angels (2010), Witchcraft (2010) |
| Kémeri                                                   | 1985–           |                                                     | A nuncius látogatása (1985), Stella (1985) |
| Kísértet Lublón                                          | 1976            | írnok                                               | |
| Egy kis hely a nap alatt                                 | 1973            |                                                     | |
| Kisváros                                                 | 1993–2001       | Árus / Piti / Bütyök                                | Kazettahamisítók (1996), Vonattemető (1996), Ereklyék (1997) |
| Koldus és királyfi (tv-film)                             | 2000            | Gentleman of Water                                  | |
| Kutyakomédiák (rövid tévésorozat)                        | 1992–           |                                                     | A leskelődő (1993) |
| Linda                                                    | 1984–           | Rendőr                                              | A szatír (1984) |
| Maigret                                                  | 1992–           | Búbánatos Fred                                      | Maigret és a Nyakigláb Cica (1992) |
| Mesmer                                                   | 1994            | egyik orvos                                         | |
| Murderers Among Us: The Simon Wiesenthal Story (tv-film) | 1989            | Jury Foreman                                        | |
| IV. Henrik király (tv-film)                              | 1980            |                                                     | |
| A négyes pálya (rövid tévésorozat)                       | 2001–           |                                                     | #1.2 (2001) |
| Az öt zsaru                                              | 1998–           | Huták                                               | Gyilkos csomag (1999) |
| Patika                                                   | 1994–           | eladó                                               | #1.4 (1995) |
| Pókfoci                                                  | 1976            |                                                     | |
| Robin Hood                                               | 2006–           | Old Man                                             | The Angel of Death (2007) |
| A Rose in Winter                                         | 2017            | Walzer                                              | |
| Sándor Mátyás (rövid tévésorozat)                        | 1979            |                                                     | |
| Semmelweis Ignác – Az anyák megmentője (tv-film)         | 1989            |                                                     | |
| Szeretők                                                 | 1984            |                                                     | |
| Szomszédok                                               | 1987–1999       | agancsgyűjtő / Pampalini – Gábor csempésze / Rendőr | #1.7 (1987), #1.67 (1989), #1.211 (1995) |
| The Gravy Train Goes East (rövid tévésorozat)            | 1991–           | Customs Official, Brussels Custom Official          | #1.1 (1991), #1.4 (1991) |
| The Nightmare Years (rövid tévésorozat)                  | 1989            | Vendor                                              | |
| Új faj                                                   | 2001            | járókelő                                            | |
| Uramisten                                                | 1985            | férfi a moziban                                     | |
| Útlevél a halálba (tv-film)                              | 1993            | Lab Tech. 3                                         | |
| Üvöltés 5.: – A legenda újjászületik                     | 1989            | pincér                                              | |
| Vereség (tv-film)                                        | 1980            |                                                     | |
| Viadukt                                                  | 1983            | Weiner                                              | |

## Színházi szerepei (válogatás az újabbak közül)
- Karinthy Színházban: Vuk
- Nemzeti Kamara Színházban: Polgár András: A pesti beteg, Heltai Jenő A Tündérlaki lányok darabjában – Petrenczey Gáspár
- Bujtor István: Kakukkfészek
- Vígszínházban: Julius Caesar (2015) – Öreg római

## Hangjátékok
- A szomorú Dirdre[3] (nívódíj)
- Nibelungok

## Szinkronhangok (válogatás)
- Árnyak és köd (vagy: Árnyékok és köd), Woody Allen filmje
- Kissyfur
- Nils Holgersson csodálatos utazása a vadludakkal
- Száll a kakukk fészkére
- Tavaly Marienbadban